# Eragrostis mildbraedii
Eragrostis mildbraedii är en gräsart som beskrevs av Pilg.. Eragrostis mildbraedii ingår i släktet kärleksgrässläktet, och familjen gräs. Inga underarter finns listade i Catalogue of Life.